# Nguyễn Quang Bật
Nguyễn Quang Bật (chữ Hán: 阮光弼; 1463–1505) tên thật Nguyễn Quang Hiếu, là người đỗ trạng nguyên năm 1484 dưới triều vua Lê Thánh Tông.

## Tiểu sử
Ông là người huyện Gia Bình, tỉnh Bắc Ninh, có ý chí "nhân định thắng thiên", không tin vào số mệnh. Tương truyền trước khoa thi ông nằm mơ thấy Thần hiện về báo mộng ông sẽ không đoạt giải cao; thế nhưng ông tin rằng "Thần đâu biết được việc người; phen này ta đỗ, đỗ thời trạng nguyên" và càng ra sức học. Đến kì thi Đình ông đã đoạt được ngôi vị đầu bảng, giành lấy chức vị trạng nguyên. Làm quan Hàn lâm Hiệu lý. Ông là thành viên nhóm Tao đàn Nhị thập bát Tú. Vì trái ý của Lê Uy Mục nên bị giáng xuống Thừa Tuyên, Quảng Nam. Vua sai người mật dìm chết ở sông Phúc Giang. Tương Dực Đế biết ông chết oan, bèn truy phong tước Bá, và tặng lá cờ thêu 3 chữ "Trung Trạng nguyên". Vua còn cho dân địa phương lập miếu thờ làm thành hoàng.